# Letestudoxa
Letestudoxa Pellegr. – rodzaj roślin z rodziny flaszowcowatych (Annonaceae Juss.). Według The Plant List w obrębie tego rodzaju wyróżniane są trzy gatunki. Występują one naturalnie w klimacie tropikalnym zachodniej części Afryki. Gatunkiem typowym jest L. bella Pellegr.

## Morfologia
PokrójZimozielone i zdrewniałe liany.
LiścieNaprzemianległe, pojedyncze, całobrzegie.
KwiatyPromieniste, obupłciowe, pojedyncze, rozwijają się w kątach pędów lub naprzeciwlegle do liści. Kielich ma kształt nakrywki, rozdzierającej się w trakcie dojrzewania, bez wyodrębniania na oddzielne działki kielicha. Płatków jest 6, ułożonych w dwóch okółkach, nakładające się, są skórzaste, prawie takie same. Dno kwiatowe jest wypukłe. Kwiaty mają liczne wolne pręciki z pylnikami otwierającymi się na zewnątrz. Zalążnia górna apokarpiczna – składa się z licznych wolnych owocolistków zawierających po jednej komorze.
OwocePojedyncze owoce są zrośnięte w ¼ długości, zebrane w owocostany o kulistym kształcie.

## Systematyka
Pozycja według APweb (aktualizowany system APG III z 2009)
Rodzaj wraz z całą rodziną flaszowcowatych w ramach rzędu magnoliowców wchodzi w skład jednej ze starszych linii rozwojowych okrytonasiennych określanych jako klad magnoliowych.
Lista gatunków
- Letestudoxa bella Pellegr.
- Letestudoxa glabrifolia Chatrou & Repetur
- Letestudoxa lanuginosa Le Thomas